# به هیچ کس نگو (رمان)
به هیچ کس نگو (انگلیسی: Tell No One) یک رمان مهیج از نویسنده آمریکایی هارلن کوبن است که در سال ۲۰۰۱ منتشر شد. 
این کتاب، نخستین رمان کوبن بود که در لیست پرفروش های نیویورک تایمز وارد شد. هم چنین در سال ۲۰۰۶، فیلمی فرانسوی با اقتباس از آن ساخته شد.

## جوایز
این رمان برای جایزه آنتونی ۲۰۰۲، جایزه مکویتی، جایزه ادگار و جایزه بری نامزد شد.